# 瞿汝稷
瞿汝稷（1548年—1610年），字元立，號洞觀，又號幻寄道人、槃談、那羅延窟學人，南直隸蘇州府常熟縣人，明朝政治人物。

## 生平
瞿景淳長子，因父蔭入仕，任刑部主事，出為黃州府知府，調邵武府知府、辰州府知府，改長蘆都轉鹽運使，以太僕寺少卿致仕退休。

## 佚事
娶南京工部尚書徐栻之女為妻。瞿景淳死後，瞿汝稷守喪三年，未與妻徐氏同房。徐氏竟與其弟瞿汝夔有染。最後徐氏被叱回家。一日瞿汝稷前去拜見徐栻，徐栻大怒稱：“生自念亦有所悔乎？（你有悔意嗎？）”瞿汝稷說：“悔不能刑于寡妻，至于兄弟。（只後悔德行不足以感化妻子、兄弟，令其效法。）”徐栻聽畢，竟無言以對。
《萬曆野獲編》載瞿汝稷身材矮小，貌類侏儒。